# Red (Fernsehsendung)
Red (Eigenschreibweise red., bis September 2016 red! Stars, Lifestyle & More) ist ein deutsches Boulevardmagazin des Senders ProSieben. Die Sendung dauert rund eine Stunde. Moderiert wird die Sendung hauptsächlich von Annemarie Carpendale. 

## Geschichte
Die Sendung wird seit dem 13. November 2008 einmal in der Woche donnerstagabends ausgestrahlt.
Seit Ende der Sommerpause im Jahr 2016 präsentiert sich die Sendung mit einem neuen Design, seitdem heißt das Magazin einfach nur noch „red.“. Es wurden einige neue Rubriken eingeführt, darunter eine Rubrik namens „red.“-Box, in dieser Stars in einem engen, mit sieben Kameras ausgestatteten Raum über einen Monitor Fragen gestellt werden.
Seit 2016 moderiert auch Viviane Geppert, seit 2020 auch Rebecca Mir. Die wöchentlichen Ausgaben werden ab 2024 eingestellt, was nicht für Sonderausgaben gilt.

## Inhalt
Die Sendung berichtet über die neuesten Trends im Bereich Film, Musik und Mode sowie über Stars und ihren Lifestyle.

## „red. Spezial“
Manchmal wird nach einer Fernsehshow ein „red. Spezial“ ausgestrahlt. Dabei geht es um den Inhalt der zuvor ausgestrahlten Sendung, um die Hintergründe und die teilnehmenden Prominente. So wird beispielsweise im Anschluss zu The Masked Singer der demaskierte Prominente zu seiner Teilnahme bei der Show befragt. 

## Spin-offs
- Red!@the city (2011–2012)
- VIPictures (seit 2011)
- 4 Blondes – Das Leben der Luxusfrauen (2012)
- Ten Tracks (2015–2016)
- red.STYLE (seit 2017)[5]

## Einschaltquoten
Die Einschaltquoten sind stark vom Vorprogramm abhängig. Im Zeitraum vom 7. September bis 7. Dezember 2017 erreichte das Magazin einen Marktanteil zwischen rund 6 bis 14 Prozent bei den 14- bis 49-jährigen. Die höchste erreichte Quote lag bei 22,4 Prozent bei den 14- bis 29-jährigen.

## Moderatoren
| Moderator            | Beginn | Ende | Ergänzendes |
| -------------------- | ------ | ---- | --- |
| Annemarie Carpendale | 2008   | 2023 | Hauptmoderatorin |
| Hadnet Tesfai        | 2008   | 2012 | Vertretung für Annemarie Carpendale                                                                                                   |
| Steven Gätjen        | 2008   | 2015 | Sondersendungen wie Germany’s Next Topmodel oder Red-Carpet-Shows                                                                     |
| Lena Gercke          | 2013   | 2014 | Vertretung für Annemarie Carpendale                                                                                                   |
| Doris Golpashin      | 2015   | 2015 | Vertretung für Annemarie Carpendale                                                                                                   |
| Viviane Geppert      | 2016   | 2023 | Hauptmoderatorin |
| Rebecca Mir          | 2020   | 2023 | Hauptvertretung für Annemarie Carpendale und Viviane Geppert                                                                          |
| Joko Winterscheidt   | 2021   | 2021 | Moderation der Sendung am 8. April 2021 als "Strafe" für die Niederlage in der Sendung Joko & Klaas gegen ProSieben vom 6. April 2021 |
| Klaas Heufer-Umlauf  | 2021   | 2021 | Moderation der Sendung am 8. April 2021 als "Strafe" für die Niederlage in der Sendung Joko & Klaas gegen ProSieben vom 6. April 2021 |
| Thore Schölermann    | 2023   | 2023 | Vertretung für Annemarie Carpendale, Viviane Geppert und Rebecca Mir                                                                  |

## red! Star-Award 2010
Bestes Promifoto
1. Lady Gaga
2. Britney Spears
3. Lindsay Lohan
4. Victoria Beckham
5. Michael Douglas

Coolstes VIP-Kid
1. Jaden Smith
2. Lourdes Maria Ciccone
3. Maddox Jolie-Pitt
4. Prince Michael Jackson, Jr. und Paris Michael Katherine Jackson
5. Pierre Sarkozy

Fashionikone
1. Katy Perry
2. Rihanna
3. Victoria Beckham
4. Lady Gaga

Filmtitel des Jahres
1. Red

Heißestes Musikvideo
1. Kylie Minogue – All the Lovers
2. Katy Perry feat. Snoop Dogg – California Gurls
3. Miley Cyrus – Can’t Be Tamed
4. Robbie Williams & Gary Barlow – Shame
5. Rihanna – Te Amo

Newcomer
1. Lena Meyer-Landrut

Online-Star
1. Justin Bieber

Paar des Jahres
1. Robbie Williams und Ayda Field
2. Elisabetta Canalis und George Clooney
3. Miranda Kerr und Orlando Bloom
4. Heidi Klum und Seal
5. Jude Law und Sienna Miller

Selbstironie des Jahres
1. David Hasselhoff

Sexiest Mom
1. Doutzen Kroes

Star des Jahres
1. Angelina Jolie
2. Sandra Bullock
3. Lady Gaga
4. Heidi Klum